# The Thirteenth Pearl
The Thirteenth Pearl (littéralement : « La Treizième Perle ») est le cinquante-sixième roman de la série américaine Alice (Nancy Drew en VO) écrit par Caroline Quine, nom de plume collectif de plusieurs auteurs. L'auteur est Harriet Adams. 
Aux États-Unis, le roman a été publié pour la première fois en 1979 par Grosset & Dunlap (New York). Il est inédit en France.
The Thirteenth Pearl est le dernier de la série originale de 56 romans publiés par Grosset & Dunlap depuis 1930 et considérés comme les classiques originaux. Les volumes suivants seront désormais publiés par les éditions Simon & Schuster. Les nouveaux titres qu'ils produiront sont donc considérés comme une série différente : plus « modernes » et écrits par de nombreux rédacteurs différents, ils sont considérés par les fans américains comme étant éloignés de l'esprit et de la continuité présents dans les 56 premiers titres, lesquels étaient rédigés par un nombre très restreint d'écrivains. 

## Résumé
Alice est sollicitée pour retrouver une perle manquante très précieuse en raison de sa forme inhabituelle. La jeune détective apprend bientôt que des personnes dangereuses sont à l'origine du vol. Celles-ci commencent à harceler Alice à son domicile, et le harcèlement s'intensifie lorsqu'elle part au Japon avec son père, l'avocat James Roy. À son retour à River City, Alice et son ami Ned sont kidnappés.
La jeune détective découvre une secte qui voue un culte à la perle, et constate que certains de ses membres sont bien loin d'être des dévots. Elle met au jour les malversations des employés d'une société internationale de joaillerie, dont le siège est à Tokyo...